# Yvon Douis
Yvon Douis (Les Andelys, 1935. május 16. – Nizza, 2021. január 28.) francia válogatott labdarúgó. Testvére, Jean-François Douis (1950-), aki szintén labdarúgó.

## Pályafutása
Les Andelys-ben született. Pályafutása során a Lille OSC (1953-1959), a Le Havre AC (1959-1961), az AS Monaco FC (1961-1967) és az AS Cannes (1967-1969) játékosa volt. A francia labdarúgó-válogatottban 1957–1965 között 20 mérkőzést játszott és 4 gólt szerzett. Az 1958-as labdarúgó-világbajnokságban is játszott, ahol Franciaország harmadik lett. A Nyugat-Németország elleni rangadó harmadik helyén szerzett gólt 1958-ban Svédországban.

## Sikerei, díjai

### Klub
- Lille OSC
  - Ligue 1: 1953–54
  - Francia kupa: 1954–55
- AS Monaco
  - Ligue 1: 1962–63
  - Francia kupa: 1962–63

### Válogatott
- Franciaország
  - Labdarúgó-világbajnokság bronzérmese: 1958